# Марин, Валентин
Валентин Марин (Марин-и-Льовет; кат. Valentí Marín i Llovet, 17 января 1872, Барселона — 7 декабря 1936, там же) — испанский шахматист и шахматный композитор. Адвокат. В составе команды Испании (2-я доска) выступал на Олимпиадах 1927, 1928, 1930 и 1931. С 1893 опубликовал около 260 задач разных жанров. На конкурсах удостоен 150 отличий, в том числе 100 призов (42 — первых). В трёх- и многоходовых задачах последователь старонемецкой школы, где создал собственный стиль: игра фигур из засады, вскрытие линий (в главных вариантах решения) при помощи жертв фигур, в финальных позициях — обязательные правильные маты.

## Задачи
|   | a | b | c | d | e | f | g | h |   |
| - | --- | --- | --- | --- | --- | --- | --- | --- | - |
| 8 | d8 белый ферзь · h8 чёрный конь · g7 чёрная пешка · h7 чёрная пешка · b6 чёрная пешка · f6 чёрная пешка · h6 чёрный слон · c5 чёрная пешка · f5 чёрная пешка · g5 чёрный король · d4 чёрная пешка · f4 белый конь · h4 чёрная пешка · h3 белая ладья · e2 белая пешка · f2 белый конь · h2 белая пешка · c1 белый слон · e1 чёрный конь · g1 белый король | d8 белый ферзь · h8 чёрный конь · g7 чёрная пешка · h7 чёрная пешка · b6 чёрная пешка · f6 чёрная пешка · h6 чёрный слон · c5 чёрная пешка · f5 чёрная пешка · g5 чёрный король · d4 чёрная пешка · f4 белый конь · h4 чёрная пешка · h3 белая ладья · e2 белая пешка · f2 белый конь · h2 белая пешка · c1 белый слон · e1 чёрный конь · g1 белый король | d8 белый ферзь · h8 чёрный конь · g7 чёрная пешка · h7 чёрная пешка · b6 чёрная пешка · f6 чёрная пешка · h6 чёрный слон · c5 чёрная пешка · f5 чёрная пешка · g5 чёрный король · d4 чёрная пешка · f4 белый конь · h4 чёрная пешка · h3 белая ладья · e2 белая пешка · f2 белый конь · h2 белая пешка · c1 белый слон · e1 чёрный конь · g1 белый король | d8 белый ферзь · h8 чёрный конь · g7 чёрная пешка · h7 чёрная пешка · b6 чёрная пешка · f6 чёрная пешка · h6 чёрный слон · c5 чёрная пешка · f5 чёрная пешка · g5 чёрный король · d4 чёрная пешка · f4 белый конь · h4 чёрная пешка · h3 белая ладья · e2 белая пешка · f2 белый конь · h2 белая пешка · c1 белый слон · e1 чёрный конь · g1 белый король | d8 белый ферзь · h8 чёрный конь · g7 чёрная пешка · h7 чёрная пешка · b6 чёрная пешка · f6 чёрная пешка · h6 чёрный слон · c5 чёрная пешка · f5 чёрная пешка · g5 чёрный король · d4 чёрная пешка · f4 белый конь · h4 чёрная пешка · h3 белая ладья · e2 белая пешка · f2 белый конь · h2 белая пешка · c1 белый слон · e1 чёрный конь · g1 белый король | d8 белый ферзь · h8 чёрный конь · g7 чёрная пешка · h7 чёрная пешка · b6 чёрная пешка · f6 чёрная пешка · h6 чёрный слон · c5 чёрная пешка · f5 чёрная пешка · g5 чёрный король · d4 чёрная пешка · f4 белый конь · h4 чёрная пешка · h3 белая ладья · e2 белая пешка · f2 белый конь · h2 белая пешка · c1 белый слон · e1 чёрный конь · g1 белый король | d8 белый ферзь · h8 чёрный конь · g7 чёрная пешка · h7 чёрная пешка · b6 чёрная пешка · f6 чёрная пешка · h6 чёрный слон · c5 чёрная пешка · f5 чёрная пешка · g5 чёрный король · d4 чёрная пешка · f4 белый конь · h4 чёрная пешка · h3 белая ладья · e2 белая пешка · f2 белый конь · h2 белая пешка · c1 белый слон · e1 чёрный конь · g1 белый король | d8 белый ферзь · h8 чёрный конь · g7 чёрная пешка · h7 чёрная пешка · b6 чёрная пешка · f6 чёрная пешка · h6 чёрный слон · c5 чёрная пешка · f5 чёрная пешка · g5 чёрный король · d4 чёрная пешка · f4 белый конь · h4 чёрная пешка · h3 белая ладья · e2 белая пешка · f2 белый конь · h2 белая пешка · c1 белый слон · e1 чёрный конь · g1 белый король | 8 |
| 7 | d8 белый ферзь · h8 чёрный конь · g7 чёрная пешка · h7 чёрная пешка · b6 чёрная пешка · f6 чёрная пешка · h6 чёрный слон · c5 чёрная пешка · f5 чёрная пешка · g5 чёрный король · d4 чёрная пешка · f4 белый конь · h4 чёрная пешка · h3 белая ладья · e2 белая пешка · f2 белый конь · h2 белая пешка · c1 белый слон · e1 чёрный конь · g1 белый король | d8 белый ферзь · h8 чёрный конь · g7 чёрная пешка · h7 чёрная пешка · b6 чёрная пешка · f6 чёрная пешка · h6 чёрный слон · c5 чёрная пешка · f5 чёрная пешка · g5 чёрный король · d4 чёрная пешка · f4 белый конь · h4 чёрная пешка · h3 белая ладья · e2 белая пешка · f2 белый конь · h2 белая пешка · c1 белый слон · e1 чёрный конь · g1 белый король | d8 белый ферзь · h8 чёрный конь · g7 чёрная пешка · h7 чёрная пешка · b6 чёрная пешка · f6 чёрная пешка · h6 чёрный слон · c5 чёрная пешка · f5 чёрная пешка · g5 чёрный король · d4 чёрная пешка · f4 белый конь · h4 чёрная пешка · h3 белая ладья · e2 белая пешка · f2 белый конь · h2 белая пешка · c1 белый слон · e1 чёрный конь · g1 белый король | d8 белый ферзь · h8 чёрный конь · g7 чёрная пешка · h7 чёрная пешка · b6 чёрная пешка · f6 чёрная пешка · h6 чёрный слон · c5 чёрная пешка · f5 чёрная пешка · g5 чёрный король · d4 чёрная пешка · f4 белый конь · h4 чёрная пешка · h3 белая ладья · e2 белая пешка · f2 белый конь · h2 белая пешка · c1 белый слон · e1 чёрный конь · g1 белый король | d8 белый ферзь · h8 чёрный конь · g7 чёрная пешка · h7 чёрная пешка · b6 чёрная пешка · f6 чёрная пешка · h6 чёрный слон · c5 чёрная пешка · f5 чёрная пешка · g5 чёрный король · d4 чёрная пешка · f4 белый конь · h4 чёрная пешка · h3 белая ладья · e2 белая пешка · f2 белый конь · h2 белая пешка · c1 белый слон · e1 чёрный конь · g1 белый король | d8 белый ферзь · h8 чёрный конь · g7 чёрная пешка · h7 чёрная пешка · b6 чёрная пешка · f6 чёрная пешка · h6 чёрный слон · c5 чёрная пешка · f5 чёрная пешка · g5 чёрный король · d4 чёрная пешка · f4 белый конь · h4 чёрная пешка · h3 белая ладья · e2 белая пешка · f2 белый конь · h2 белая пешка · c1 белый слон · e1 чёрный конь · g1 белый король | d8 белый ферзь · h8 чёрный конь · g7 чёрная пешка · h7 чёрная пешка · b6 чёрная пешка · f6 чёрная пешка · h6 чёрный слон · c5 чёрная пешка · f5 чёрная пешка · g5 чёрный король · d4 чёрная пешка · f4 белый конь · h4 чёрная пешка · h3 белая ладья · e2 белая пешка · f2 белый конь · h2 белая пешка · c1 белый слон · e1 чёрный конь · g1 белый король | d8 белый ферзь · h8 чёрный конь · g7 чёрная пешка · h7 чёрная пешка · b6 чёрная пешка · f6 чёрная пешка · h6 чёрный слон · c5 чёрная пешка · f5 чёрная пешка · g5 чёрный король · d4 чёрная пешка · f4 белый конь · h4 чёрная пешка · h3 белая ладья · e2 белая пешка · f2 белый конь · h2 белая пешка · c1 белый слон · e1 чёрный конь · g1 белый король | 7 |
| 6 | d8 белый ферзь · h8 чёрный конь · g7 чёрная пешка · h7 чёрная пешка · b6 чёрная пешка · f6 чёрная пешка · h6 чёрный слон · c5 чёрная пешка · f5 чёрная пешка · g5 чёрный король · d4 чёрная пешка · f4 белый конь · h4 чёрная пешка · h3 белая ладья · e2 белая пешка · f2 белый конь · h2 белая пешка · c1 белый слон · e1 чёрный конь · g1 белый король | d8 белый ферзь · h8 чёрный конь · g7 чёрная пешка · h7 чёрная пешка · b6 чёрная пешка · f6 чёрная пешка · h6 чёрный слон · c5 чёрная пешка · f5 чёрная пешка · g5 чёрный король · d4 чёрная пешка · f4 белый конь · h4 чёрная пешка · h3 белая ладья · e2 белая пешка · f2 белый конь · h2 белая пешка · c1 белый слон · e1 чёрный конь · g1 белый король | d8 белый ферзь · h8 чёрный конь · g7 чёрная пешка · h7 чёрная пешка · b6 чёрная пешка · f6 чёрная пешка · h6 чёрный слон · c5 чёрная пешка · f5 чёрная пешка · g5 чёрный король · d4 чёрная пешка · f4 белый конь · h4 чёрная пешка · h3 белая ладья · e2 белая пешка · f2 белый конь · h2 белая пешка · c1 белый слон · e1 чёрный конь · g1 белый король | d8 белый ферзь · h8 чёрный конь · g7 чёрная пешка · h7 чёрная пешка · b6 чёрная пешка · f6 чёрная пешка · h6 чёрный слон · c5 чёрная пешка · f5 чёрная пешка · g5 чёрный король · d4 чёрная пешка · f4 белый конь · h4 чёрная пешка · h3 белая ладья · e2 белая пешка · f2 белый конь · h2 белая пешка · c1 белый слон · e1 чёрный конь · g1 белый король | d8 белый ферзь · h8 чёрный конь · g7 чёрная пешка · h7 чёрная пешка · b6 чёрная пешка · f6 чёрная пешка · h6 чёрный слон · c5 чёрная пешка · f5 чёрная пешка · g5 чёрный король · d4 чёрная пешка · f4 белый конь · h4 чёрная пешка · h3 белая ладья · e2 белая пешка · f2 белый конь · h2 белая пешка · c1 белый слон · e1 чёрный конь · g1 белый король | d8 белый ферзь · h8 чёрный конь · g7 чёрная пешка · h7 чёрная пешка · b6 чёрная пешка · f6 чёрная пешка · h6 чёрный слон · c5 чёрная пешка · f5 чёрная пешка · g5 чёрный король · d4 чёрная пешка · f4 белый конь · h4 чёрная пешка · h3 белая ладья · e2 белая пешка · f2 белый конь · h2 белая пешка · c1 белый слон · e1 чёрный конь · g1 белый король | d8 белый ферзь · h8 чёрный конь · g7 чёрная пешка · h7 чёрная пешка · b6 чёрная пешка · f6 чёрная пешка · h6 чёрный слон · c5 чёрная пешка · f5 чёрная пешка · g5 чёрный король · d4 чёрная пешка · f4 белый конь · h4 чёрная пешка · h3 белая ладья · e2 белая пешка · f2 белый конь · h2 белая пешка · c1 белый слон · e1 чёрный конь · g1 белый король | d8 белый ферзь · h8 чёрный конь · g7 чёрная пешка · h7 чёрная пешка · b6 чёрная пешка · f6 чёрная пешка · h6 чёрный слон · c5 чёрная пешка · f5 чёрная пешка · g5 чёрный король · d4 чёрная пешка · f4 белый конь · h4 чёрная пешка · h3 белая ладья · e2 белая пешка · f2 белый конь · h2 белая пешка · c1 белый слон · e1 чёрный конь · g1 белый король | 6 |
| 5 | d8 белый ферзь · h8 чёрный конь · g7 чёрная пешка · h7 чёрная пешка · b6 чёрная пешка · f6 чёрная пешка · h6 чёрный слон · c5 чёрная пешка · f5 чёрная пешка · g5 чёрный король · d4 чёрная пешка · f4 белый конь · h4 чёрная пешка · h3 белая ладья · e2 белая пешка · f2 белый конь · h2 белая пешка · c1 белый слон · e1 чёрный конь · g1 белый король | d8 белый ферзь · h8 чёрный конь · g7 чёрная пешка · h7 чёрная пешка · b6 чёрная пешка · f6 чёрная пешка · h6 чёрный слон · c5 чёрная пешка · f5 чёрная пешка · g5 чёрный король · d4 чёрная пешка · f4 белый конь · h4 чёрная пешка · h3 белая ладья · e2 белая пешка · f2 белый конь · h2 белая пешка · c1 белый слон · e1 чёрный конь · g1 белый король | d8 белый ферзь · h8 чёрный конь · g7 чёрная пешка · h7 чёрная пешка · b6 чёрная пешка · f6 чёрная пешка · h6 чёрный слон · c5 чёрная пешка · f5 чёрная пешка · g5 чёрный король · d4 чёрная пешка · f4 белый конь · h4 чёрная пешка · h3 белая ладья · e2 белая пешка · f2 белый конь · h2 белая пешка · c1 белый слон · e1 чёрный конь · g1 белый король | d8 белый ферзь · h8 чёрный конь · g7 чёрная пешка · h7 чёрная пешка · b6 чёрная пешка · f6 чёрная пешка · h6 чёрный слон · c5 чёрная пешка · f5 чёрная пешка · g5 чёрный король · d4 чёрная пешка · f4 белый конь · h4 чёрная пешка · h3 белая ладья · e2 белая пешка · f2 белый конь · h2 белая пешка · c1 белый слон · e1 чёрный конь · g1 белый король | d8 белый ферзь · h8 чёрный конь · g7 чёрная пешка · h7 чёрная пешка · b6 чёрная пешка · f6 чёрная пешка · h6 чёрный слон · c5 чёрная пешка · f5 чёрная пешка · g5 чёрный король · d4 чёрная пешка · f4 белый конь · h4 чёрная пешка · h3 белая ладья · e2 белая пешка · f2 белый конь · h2 белая пешка · c1 белый слон · e1 чёрный конь · g1 белый король | d8 белый ферзь · h8 чёрный конь · g7 чёрная пешка · h7 чёрная пешка · b6 чёрная пешка · f6 чёрная пешка · h6 чёрный слон · c5 чёрная пешка · f5 чёрная пешка · g5 чёрный король · d4 чёрная пешка · f4 белый конь · h4 чёрная пешка · h3 белая ладья · e2 белая пешка · f2 белый конь · h2 белая пешка · c1 белый слон · e1 чёрный конь · g1 белый король | d8 белый ферзь · h8 чёрный конь · g7 чёрная пешка · h7 чёрная пешка · b6 чёрная пешка · f6 чёрная пешка · h6 чёрный слон · c5 чёрная пешка · f5 чёрная пешка · g5 чёрный король · d4 чёрная пешка · f4 белый конь · h4 чёрная пешка · h3 белая ладья · e2 белая пешка · f2 белый конь · h2 белая пешка · c1 белый слон · e1 чёрный конь · g1 белый король | d8 белый ферзь · h8 чёрный конь · g7 чёрная пешка · h7 чёрная пешка · b6 чёрная пешка · f6 чёрная пешка · h6 чёрный слон · c5 чёрная пешка · f5 чёрная пешка · g5 чёрный король · d4 чёрная пешка · f4 белый конь · h4 чёрная пешка · h3 белая ладья · e2 белая пешка · f2 белый конь · h2 белая пешка · c1 белый слон · e1 чёрный конь · g1 белый король | 5 |
| 4 | d8 белый ферзь · h8 чёрный конь · g7 чёрная пешка · h7 чёрная пешка · b6 чёрная пешка · f6 чёрная пешка · h6 чёрный слон · c5 чёрная пешка · f5 чёрная пешка · g5 чёрный король · d4 чёрная пешка · f4 белый конь · h4 чёрная пешка · h3 белая ладья · e2 белая пешка · f2 белый конь · h2 белая пешка · c1 белый слон · e1 чёрный конь · g1 белый король | d8 белый ферзь · h8 чёрный конь · g7 чёрная пешка · h7 чёрная пешка · b6 чёрная пешка · f6 чёрная пешка · h6 чёрный слон · c5 чёрная пешка · f5 чёрная пешка · g5 чёрный король · d4 чёрная пешка · f4 белый конь · h4 чёрная пешка · h3 белая ладья · e2 белая пешка · f2 белый конь · h2 белая пешка · c1 белый слон · e1 чёрный конь · g1 белый король | d8 белый ферзь · h8 чёрный конь · g7 чёрная пешка · h7 чёрная пешка · b6 чёрная пешка · f6 чёрная пешка · h6 чёрный слон · c5 чёрная пешка · f5 чёрная пешка · g5 чёрный король · d4 чёрная пешка · f4 белый конь · h4 чёрная пешка · h3 белая ладья · e2 белая пешка · f2 белый конь · h2 белая пешка · c1 белый слон · e1 чёрный конь · g1 белый король | d8 белый ферзь · h8 чёрный конь · g7 чёрная пешка · h7 чёрная пешка · b6 чёрная пешка · f6 чёрная пешка · h6 чёрный слон · c5 чёрная пешка · f5 чёрная пешка · g5 чёрный король · d4 чёрная пешка · f4 белый конь · h4 чёрная пешка · h3 белая ладья · e2 белая пешка · f2 белый конь · h2 белая пешка · c1 белый слон · e1 чёрный конь · g1 белый король | d8 белый ферзь · h8 чёрный конь · g7 чёрная пешка · h7 чёрная пешка · b6 чёрная пешка · f6 чёрная пешка · h6 чёрный слон · c5 чёрная пешка · f5 чёрная пешка · g5 чёрный король · d4 чёрная пешка · f4 белый конь · h4 чёрная пешка · h3 белая ладья · e2 белая пешка · f2 белый конь · h2 белая пешка · c1 белый слон · e1 чёрный конь · g1 белый король | d8 белый ферзь · h8 чёрный конь · g7 чёрная пешка · h7 чёрная пешка · b6 чёрная пешка · f6 чёрная пешка · h6 чёрный слон · c5 чёрная пешка · f5 чёрная пешка · g5 чёрный король · d4 чёрная пешка · f4 белый конь · h4 чёрная пешка · h3 белая ладья · e2 белая пешка · f2 белый конь · h2 белая пешка · c1 белый слон · e1 чёрный конь · g1 белый король | d8 белый ферзь · h8 чёрный конь · g7 чёрная пешка · h7 чёрная пешка · b6 чёрная пешка · f6 чёрная пешка · h6 чёрный слон · c5 чёрная пешка · f5 чёрная пешка · g5 чёрный король · d4 чёрная пешка · f4 белый конь · h4 чёрная пешка · h3 белая ладья · e2 белая пешка · f2 белый конь · h2 белая пешка · c1 белый слон · e1 чёрный конь · g1 белый король | d8 белый ферзь · h8 чёрный конь · g7 чёрная пешка · h7 чёрная пешка · b6 чёрная пешка · f6 чёрная пешка · h6 чёрный слон · c5 чёрная пешка · f5 чёрная пешка · g5 чёрный король · d4 чёрная пешка · f4 белый конь · h4 чёрная пешка · h3 белая ладья · e2 белая пешка · f2 белый конь · h2 белая пешка · c1 белый слон · e1 чёрный конь · g1 белый король | 4 |
| 3 | d8 белый ферзь · h8 чёрный конь · g7 чёрная пешка · h7 чёрная пешка · b6 чёрная пешка · f6 чёрная пешка · h6 чёрный слон · c5 чёрная пешка · f5 чёрная пешка · g5 чёрный король · d4 чёрная пешка · f4 белый конь · h4 чёрная пешка · h3 белая ладья · e2 белая пешка · f2 белый конь · h2 белая пешка · c1 белый слон · e1 чёрный конь · g1 белый король | d8 белый ферзь · h8 чёрный конь · g7 чёрная пешка · h7 чёрная пешка · b6 чёрная пешка · f6 чёрная пешка · h6 чёрный слон · c5 чёрная пешка · f5 чёрная пешка · g5 чёрный король · d4 чёрная пешка · f4 белый конь · h4 чёрная пешка · h3 белая ладья · e2 белая пешка · f2 белый конь · h2 белая пешка · c1 белый слон · e1 чёрный конь · g1 белый король | d8 белый ферзь · h8 чёрный конь · g7 чёрная пешка · h7 чёрная пешка · b6 чёрная пешка · f6 чёрная пешка · h6 чёрный слон · c5 чёрная пешка · f5 чёрная пешка · g5 чёрный король · d4 чёрная пешка · f4 белый конь · h4 чёрная пешка · h3 белая ладья · e2 белая пешка · f2 белый конь · h2 белая пешка · c1 белый слон · e1 чёрный конь · g1 белый король | d8 белый ферзь · h8 чёрный конь · g7 чёрная пешка · h7 чёрная пешка · b6 чёрная пешка · f6 чёрная пешка · h6 чёрный слон · c5 чёрная пешка · f5 чёрная пешка · g5 чёрный король · d4 чёрная пешка · f4 белый конь · h4 чёрная пешка · h3 белая ладья · e2 белая пешка · f2 белый конь · h2 белая пешка · c1 белый слон · e1 чёрный конь · g1 белый король | d8 белый ферзь · h8 чёрный конь · g7 чёрная пешка · h7 чёрная пешка · b6 чёрная пешка · f6 чёрная пешка · h6 чёрный слон · c5 чёрная пешка · f5 чёрная пешка · g5 чёрный король · d4 чёрная пешка · f4 белый конь · h4 чёрная пешка · h3 белая ладья · e2 белая пешка · f2 белый конь · h2 белая пешка · c1 белый слон · e1 чёрный конь · g1 белый король | d8 белый ферзь · h8 чёрный конь · g7 чёрная пешка · h7 чёрная пешка · b6 чёрная пешка · f6 чёрная пешка · h6 чёрный слон · c5 чёрная пешка · f5 чёрная пешка · g5 чёрный король · d4 чёрная пешка · f4 белый конь · h4 чёрная пешка · h3 белая ладья · e2 белая пешка · f2 белый конь · h2 белая пешка · c1 белый слон · e1 чёрный конь · g1 белый король | d8 белый ферзь · h8 чёрный конь · g7 чёрная пешка · h7 чёрная пешка · b6 чёрная пешка · f6 чёрная пешка · h6 чёрный слон · c5 чёрная пешка · f5 чёрная пешка · g5 чёрный король · d4 чёрная пешка · f4 белый конь · h4 чёрная пешка · h3 белая ладья · e2 белая пешка · f2 белый конь · h2 белая пешка · c1 белый слон · e1 чёрный конь · g1 белый король | d8 белый ферзь · h8 чёрный конь · g7 чёрная пешка · h7 чёрная пешка · b6 чёрная пешка · f6 чёрная пешка · h6 чёрный слон · c5 чёрная пешка · f5 чёрная пешка · g5 чёрный король · d4 чёрная пешка · f4 белый конь · h4 чёрная пешка · h3 белая ладья · e2 белая пешка · f2 белый конь · h2 белая пешка · c1 белый слон · e1 чёрный конь · g1 белый король | 3 |
| 2 | d8 белый ферзь · h8 чёрный конь · g7 чёрная пешка · h7 чёрная пешка · b6 чёрная пешка · f6 чёрная пешка · h6 чёрный слон · c5 чёрная пешка · f5 чёрная пешка · g5 чёрный король · d4 чёрная пешка · f4 белый конь · h4 чёрная пешка · h3 белая ладья · e2 белая пешка · f2 белый конь · h2 белая пешка · c1 белый слон · e1 чёрный конь · g1 белый король | d8 белый ферзь · h8 чёрный конь · g7 чёрная пешка · h7 чёрная пешка · b6 чёрная пешка · f6 чёрная пешка · h6 чёрный слон · c5 чёрная пешка · f5 чёрная пешка · g5 чёрный король · d4 чёрная пешка · f4 белый конь · h4 чёрная пешка · h3 белая ладья · e2 белая пешка · f2 белый конь · h2 белая пешка · c1 белый слон · e1 чёрный конь · g1 белый король | d8 белый ферзь · h8 чёрный конь · g7 чёрная пешка · h7 чёрная пешка · b6 чёрная пешка · f6 чёрная пешка · h6 чёрный слон · c5 чёрная пешка · f5 чёрная пешка · g5 чёрный король · d4 чёрная пешка · f4 белый конь · h4 чёрная пешка · h3 белая ладья · e2 белая пешка · f2 белый конь · h2 белая пешка · c1 белый слон · e1 чёрный конь · g1 белый король | d8 белый ферзь · h8 чёрный конь · g7 чёрная пешка · h7 чёрная пешка · b6 чёрная пешка · f6 чёрная пешка · h6 чёрный слон · c5 чёрная пешка · f5 чёрная пешка · g5 чёрный король · d4 чёрная пешка · f4 белый конь · h4 чёрная пешка · h3 белая ладья · e2 белая пешка · f2 белый конь · h2 белая пешка · c1 белый слон · e1 чёрный конь · g1 белый король | d8 белый ферзь · h8 чёрный конь · g7 чёрная пешка · h7 чёрная пешка · b6 чёрная пешка · f6 чёрная пешка · h6 чёрный слон · c5 чёрная пешка · f5 чёрная пешка · g5 чёрный король · d4 чёрная пешка · f4 белый конь · h4 чёрная пешка · h3 белая ладья · e2 белая пешка · f2 белый конь · h2 белая пешка · c1 белый слон · e1 чёрный конь · g1 белый король | d8 белый ферзь · h8 чёрный конь · g7 чёрная пешка · h7 чёрная пешка · b6 чёрная пешка · f6 чёрная пешка · h6 чёрный слон · c5 чёрная пешка · f5 чёрная пешка · g5 чёрный король · d4 чёрная пешка · f4 белый конь · h4 чёрная пешка · h3 белая ладья · e2 белая пешка · f2 белый конь · h2 белая пешка · c1 белый слон · e1 чёрный конь · g1 белый король | d8 белый ферзь · h8 чёрный конь · g7 чёрная пешка · h7 чёрная пешка · b6 чёрная пешка · f6 чёрная пешка · h6 чёрный слон · c5 чёрная пешка · f5 чёрная пешка · g5 чёрный король · d4 чёрная пешка · f4 белый конь · h4 чёрная пешка · h3 белая ладья · e2 белая пешка · f2 белый конь · h2 белая пешка · c1 белый слон · e1 чёрный конь · g1 белый король | d8 белый ферзь · h8 чёрный конь · g7 чёрная пешка · h7 чёрная пешка · b6 чёрная пешка · f6 чёрная пешка · h6 чёрный слон · c5 чёрная пешка · f5 чёрная пешка · g5 чёрный король · d4 чёрная пешка · f4 белый конь · h4 чёрная пешка · h3 белая ладья · e2 белая пешка · f2 белый конь · h2 белая пешка · c1 белый слон · e1 чёрный конь · g1 белый король | 2 |
| 1 | d8 белый ферзь · h8 чёрный конь · g7 чёрная пешка · h7 чёрная пешка · b6 чёрная пешка · f6 чёрная пешка · h6 чёрный слон · c5 чёрная пешка · f5 чёрная пешка · g5 чёрный король · d4 чёрная пешка · f4 белый конь · h4 чёрная пешка · h3 белая ладья · e2 белая пешка · f2 белый конь · h2 белая пешка · c1 белый слон · e1 чёрный конь · g1 белый король | d8 белый ферзь · h8 чёрный конь · g7 чёрная пешка · h7 чёрная пешка · b6 чёрная пешка · f6 чёрная пешка · h6 чёрный слон · c5 чёрная пешка · f5 чёрная пешка · g5 чёрный король · d4 чёрная пешка · f4 белый конь · h4 чёрная пешка · h3 белая ладья · e2 белая пешка · f2 белый конь · h2 белая пешка · c1 белый слон · e1 чёрный конь · g1 белый король | d8 белый ферзь · h8 чёрный конь · g7 чёрная пешка · h7 чёрная пешка · b6 чёрная пешка · f6 чёрная пешка · h6 чёрный слон · c5 чёрная пешка · f5 чёрная пешка · g5 чёрный король · d4 чёрная пешка · f4 белый конь · h4 чёрная пешка · h3 белая ладья · e2 белая пешка · f2 белый конь · h2 белая пешка · c1 белый слон · e1 чёрный конь · g1 белый король | d8 белый ферзь · h8 чёрный конь · g7 чёрная пешка · h7 чёрная пешка · b6 чёрная пешка · f6 чёрная пешка · h6 чёрный слон · c5 чёрная пешка · f5 чёрная пешка · g5 чёрный король · d4 чёрная пешка · f4 белый конь · h4 чёрная пешка · h3 белая ладья · e2 белая пешка · f2 белый конь · h2 белая пешка · c1 белый слон · e1 чёрный конь · g1 белый король | d8 белый ферзь · h8 чёрный конь · g7 чёрная пешка · h7 чёрная пешка · b6 чёрная пешка · f6 чёрная пешка · h6 чёрный слон · c5 чёрная пешка · f5 чёрная пешка · g5 чёрный король · d4 чёрная пешка · f4 белый конь · h4 чёрная пешка · h3 белая ладья · e2 белая пешка · f2 белый конь · h2 белая пешка · c1 белый слон · e1 чёрный конь · g1 белый король | d8 белый ферзь · h8 чёрный конь · g7 чёрная пешка · h7 чёрная пешка · b6 чёрная пешка · f6 чёрная пешка · h6 чёрный слон · c5 чёрная пешка · f5 чёрная пешка · g5 чёрный король · d4 чёрная пешка · f4 белый конь · h4 чёрная пешка · h3 белая ладья · e2 белая пешка · f2 белый конь · h2 белая пешка · c1 белый слон · e1 чёрный конь · g1 белый король | d8 белый ферзь · h8 чёрный конь · g7 чёрная пешка · h7 чёрная пешка · b6 чёрная пешка · f6 чёрная пешка · h6 чёрный слон · c5 чёрная пешка · f5 чёрная пешка · g5 чёрный король · d4 чёрная пешка · f4 белый конь · h4 чёрная пешка · h3 белая ладья · e2 белая пешка · f2 белый конь · h2 белая пешка · c1 белый слон · e1 чёрный конь · g1 белый король | d8 белый ферзь · h8 чёрный конь · g7 чёрная пешка · h7 чёрная пешка · b6 чёрная пешка · f6 чёрная пешка · h6 чёрный слон · c5 чёрная пешка · f5 чёрная пешка · g5 чёрный король · d4 чёрная пешка · f4 белый конь · h4 чёрная пешка · h3 белая ладья · e2 белая пешка · f2 белый конь · h2 белая пешка · c1 белый слон · e1 чёрный конь · g1 белый король | 1 |
|   | a | b | c | d | e | f | g | h |   |

1.Фd5! — цугцванг,
1. … Kf7 2.Фh1!! и 3.Лg3# hg 4.h4#, 

1. … b5 2.Лс3! (~ 3.Ке4 +), 

1. … с4 2.Лb3! и 1. … d3 2.Л:d3 h3 3.Ф:f5+! Kp: f5 4.Л:с5 (Лb5, Лd5) # 

Удачное совмещение двух классических трёхходовок — С. Лойда и австрийского проблемиста М. Фейгля (1871—1930).

## Практическая игра
В 1920—1930-х гг. входил в число сильнейших шахматистов Испании.
В составе сборной Испании участвовал в четырех первых шахматных олимпиадах (1927—1931 гг.). Дважды играл на 1-й доске.
Участвовал в чемпионате мира ФИДЕ 1924 г. (неофициальной олимпиаде).
Участвовал в международном турнире в Барселоне (1929 г.).

## Спортивные результаты
| Год  | Город     | Соревнование                               | + | −  | = | Результат | Место |
| ---- | --------- | ------------------------------------------ | - | -- | - | --------- | ----- |
| 1924 | Париж     | Чемпионат мира ФИДЕ                        |   |    |   |           |       |
| 1925 | Бромли    | Международный турнир                       |   |    |   |           |       |
| 1927 | Лондон    | I Олимпиада (сборная Испании, 2-я доска)   | 0 | 10 | 5 | 2½ из 15  |       |
| 1928 | Гаага     | II Олимпиада (сборная Испании, 1-я доска)  | 1 | 11 | 3 | 2½ из 15  |       |
| 1929 | Барселона | Международный турнир                       | 2 | 6  | 6 | 5 из 14   | 10—11 |
| 1930 | Гамбург   | III Олимпиада (сборная Испании, 1-я доска) | 0 | 11 | 3 | 1½ из 14  |       |
| 1931 | Прага     | IV Олимпиада (сборная Испании, 4-я доска)  |   |    |   | [ 4 ]     |       |